# Get It Right (песня)
«Get It Right» — композиция, исполненная Рэйчел Берри, персонажем актрисы Лии Мишель в эпизоде «Original Song» второго сезона американского музыкального телесериале телесериала «Хор» 15 марта 2011 года, и вошедшая в альбом саундтреков Glee: The Music, Volume 5. В отличие от традиционных кавер-версий, исполняемых в телесериале, песня является оригинальной и написанной специально для шоу музыкальным продюсером сериала Адамом Андерсом совместно с его супругой Никки Хассман и композитором Пиром Астомом. Песня была написана специально для Лии Мишель и является фортепианной балладой с лёгким влиянием кантри. Обозреватель телеканала MTV Али Семигран высказал мнение, что композиция имеет сходство с песней 2004 года «Everytime» певицы Бритни Спирс.
Критики оценили вокал Лии Мишель, однако нашли саму песню «глупой» и «скучной». Текст песни повествует о неуверенности в себе и утраченных отношениях. Трек добрался до 16 строчки в чарте Billboard Hot 100, а также появилась на первых сорока позициях национальных чартов других стран. В эфире песня прозвучала 15 марта 2011 года в шестнадцатом эпизоде второго сезона телесериала, где Рэйчел Берри исполнила её при участии Бриттани Пирс (Хизер Моррис) и Тины Коэн-Чанг (Дженна Ашковиц).

## Создание
23 февраля 2011 года было анонсировано, что в «Хоре» впервые будет исполнена оригинальная композиция, а не кавер-версия, как было ранее. Две песни, «Loser Like Me» и «Get It Right», должны были появится в эпизоде 15 марта 2011 года. Авторами «Get It Right» стали музыкальный продюсер сериала Адам Андерс, его супруга Никки Хассман, и партёр Андерса по работе Пир Астром. По словам Андерса, песня была написана специально для Лии Мишель и её персонажа в сериале Рэйчел Берри. В интервью Entertainment Weekly Андерс рассказал, что сюжетная линия отношений Рэйчел и Финна вдохновила его на написание песни. Позже он добавил: «Я наблюдал за борьбой Рэйчел. Она всегда делает верные вещи, или пытается делать, но в итоге всё становится только хуже». Песня представляет собой лирическую балладу, нацеленную на то, чтобы «пробить слушателей на слезу». Премьера «Get It Right» и «Loser Like Me» состоялась 26 февраля 2011 года на радиошоу Райана Сикреста; 1 марта появиласьв широком радиоэфире, а 15 марта прозвучали в шестнадцатом эпизоде второго сезона «Original Song». В тот же день обе песни были выпущены в качестве цифровых синглов посредством iTunes в США. В эпизоде песню исполнила Рэйчел Берри (Лиа Мишель) на региональных соревнованиях хоровых клубов вместе с Бриттани Пирс (Хизер Моррис) и Тиной Коэн-Чанг (Дженна Ашковиц) в качестве бэк-вокалистов. Дебют «Get It Right» на шестнадцатой позиции в чарте Billboard Hot 100 состоялся 26 марта; за первую неделю было продано 151 тыс. копий. В общей сложности, песня заняла пятое место среди всех синглов хора, выпущенных посредством цифровой дистрибуции с 712 тыс. загрузок.

## Позиции в чартах
| Чарт (2011)                         | Наивысшая позиция |
| ----------------------------------- | ----------------- |
| Австралия (ARIA)                    | 34                |
| Канада (Billboard Canadian Hot 100) | 23                |
| Ирландия (IRMA)                     | 38                |
| США (Billboard Hot 100)             | 16                |